# Oblast de Cherniguive
O Oblast de Cherniguive, ou Chernigov (ucraniano: Чернігів, ou ainda: Чернігівська область, Tchernihivs’ka oblast’, Чернігівщина, Chernihivshchyna), é uma região (óblast) localizada no norte da Ucrânia. Sua capital é a cidade de Cherniguive.